# Muscarina

Molécula de muscarina, o primeiro agonista muscarínico descoberto.

Muscarina (L-(+)-muscarina, ou muscarina) é um alcalóide extraído de alguns fungos, cujo principal efeito sobre o sistema nervoso humano é a contração das pupilas. Sua fórmula química é C9H20NO2+. A inibição de seus receptores (receptores muscarínicos), com antidrepressivos tricíclicos, por exemplo, pode causar efeitos colaterais como a boca seca, constipação, retenção urinária, confusão mental e até visão turva. A muscarina é um agonista seletivo dos receptores muscarínicos de acetilcolina. 

## História
A muscarina é um produto natural encontrado em certos cogumelos, particularmente em espécies de Inocybe e Clitocybe, como o mortal C. dealbata. Cogumelos dos gêneros Entoloma e Mycena também foram encontrados para conter níveis de muscarina que pode ser perigoso caso ingerido. Além claro, do cogumelo Amanita muscaria que contêm uma dose variável de muscarina, geralmente em torno de 0,0003% de peso fresco. Isso é muito baixo e os sintomas de toxicidade ocorrem muito raramente. [1] Assim, o nome muscarina deriva do de Amanita muscaria, que foi isolada pela primeira vez, pelos químicos alemães Oswald Schmiedeberg e Richard Koppe, na Universidade de Dorpat em 1869. O nome específico do cogumelo, por sua vez, vem do latim musca para mosca, porque o cogumelo era frequentemente usado para atrair e capturar moscas, daí seu nome comum, "mosca agaric". [2]

## Substância & estrutura
A muscarina foi a primeira substância parassimpatomimética já estudada e causa uma ativação profunda do sistema nervoso parassimpático periférico que pode terminar em colapso circulatório e morte. O Composto não atravessa a barreira hematoencefálica. [3]
Muscarina imita a função do neurotransmissor natural acetilcolina na parte muscarínica do sistema nervoso colinérgico, apesar da estrutura menos flexível devido ao anel de cinco membros no esqueleto molecular. [4]

## Farmacologia
Farmacodinâmica
Muscarina imita a ação do neurotransmissor acetilcolina agonizando os receptores muscarínicos de acetilcolina. Esses receptores foram nomeados após a muscarina, para diferenciá-los dos outros receptores de acetilcolina (receptores nicotínicos), que são comparativamente não responsivos à muscarina. Existem cinco tipos diferentes de receptores muscarínicos: M 1, M 2, M 3, M 4 e M5. A maioria dos tecidos expressa uma mistura de subtipos. Os subtipos M2 e M3 mediam as respostas muscarínicas nos tecidos autonômicos periféricos. Os subtipos M1 e M4 são mais abundantes nos gânglios cerebrais e autonômicos. Os receptores ímpares, M1, M3 e M5, interagem com as proteínas Gq para estimular a hidrólise da fosfoinositida e a liberação de cálcio intracelular. Por outro lado, os receptores pares numerados, M2 e M4, interagem com as proteínas Gi para inibir a adenilil ciclase, o que resulta em uma diminuição da concentração intracelular de adenosina monofosfato cíclico (cAMP). A maioria dos agonistas para receptores muscarinos não são seletivos. Além disso, os receptores muscarínicos também sinalizam através de outras vias, por exemplo, através da modulação do complexo G beta-gama dos canais de potássio. Isso permite que a muscarina module a excitabilidade celular através do potencial de membrana. [5]

Uso clínico
Os agonistas muscarínicos são usados como drogas no tratamento do glaucoma, íleo paralítico pós-operatório, megacólon congênito, retenção urinária e xerostomia. A muscarina é contraindicado em pessoas com doenças que os tornam suscetíveis à estimulação parassimpática, pessoas que têm asma ou A doença pulmonar obstrutiva crônica, ou pessoas que têm úlcera péptica. Também as pessoas com uma obstrução no trato gastrointestinal ou urinário não são prescritos agonistas de muscarina porque irá agravar a obstrução. 

Eficácia
A muscarina trabalha no receptor de acetilcolina muscarínica, Logo, a melhor comparação que pode ser feita é a muscarina com a acetilcolina. A muscarina pura em comparação com a acetilcolina pura é na maioria dos casos mais potente, sendo sua ação é sempre mais lenta, mas mais duradoura do que a ACh. Uma possível explicação para esse comportamento duradouro pode ser que a muscarina não é hidrolisada pela acetilcolinesterase na fenda sináptica. [6]

## Toxicologia & metabolismo
A muscarina tem em sua característica por envenenamento a miose, visão turva, aumento da salivação, sudorese excessiva, lacrimejamento, secreções brônquicas, broncoconstrição, bradicardia, cólicas abdominais, aumento da secreção de ácido gástrico, diarreia e poliúria. Se a muscarina atinge o cérebro, pode causar tremores, convulsões e hipotermia. Os ventrículos cardíacos contêm receptores muscarínicos que medeiam uma diminuição na força das contrações, levando a uma pressão arterial mais baixa. Se a muscarina for administrada por via intravenosa, a muscarina pode desencadear insuficiência circulatória aguda com parada cardíaca. [1] Os sintomas de intoxicação com cogumelos ricos em muscarina, especialmente Inocybe, são muito típicos: Os sintomas começam cedo, após um quarto a duas horas, com dor de cabeça, náuseas, vômitos e constrição da faringe. Em seguida, a salivação, o lacrimejamento e a transpiração difusa se instalam, combinados com miose, acomodação perturbada e visão reduzida. Cólica gástrica e do intestino delgado leva à diarreia, e há um desejo doloroso de urinar. A broncoconstrição leva a ataques asmáticos e dispneia grave, e a bradicardia combinada com hipotensão acentuada e vasodilatação resulta em choque circulatório. A morte após 8 a 9 horas foi relatada em cerca de 5% dos casos, mas pode ser evitada completamente pela administração imediata de medicamentos anticolinérgicos de forma intravenosa ou intramuscular. [7]
Sobre o metabolismo, há uma escassez de pesquisas sobre o a muscarina no corpo humano, sugerindo que este composto não é metabolizado por seres humanos. Embora tenha havido uma extensa pesquisa no campo do metabolismo da acetilcolina pela acetilcolinesterase, a muscarina não é metabolizada por esta enzima, explicando em parte a toxicidade potencial do composto. A muscarina é facilmente solúvel em água. A maneira mais provável de a muscarina deixar o sangue é através da depuração renal; acabará por deixar o corpo na urina. [8]

## Antidoto
Antimuscarínicos são usadas como antídoto para a muscarina. Por exemplo a atropina, que é como a muscarina, um alcaloide, mas ao contrário da muscarina é um antagonista dos receptores muscarínicos. Assim, inibe os efeitos da acetilcolina. Os antagonistas muscarínicos dilatam a pupila e relaxam o músculo ciliar. Logo, os antagonistas muscarínicos são frequentemente chamados de parassimpáticos porque têm o mesmo efeito que os agentes que bloqueiam os nervos parassimpáticos pós-ganglionares.

## Síndrome de Muscarina
A síndrome muscariana, ou de muscarina é causada pela absorção do cogumelo cru ou seco. Resulta do envenenamento por muscarina que aparece rapidamente: os primeiros sintomas podem até ocorrer antes do final da refeição, mas nunca são mais de oito horas. Eles são caracterizados por bradicardia, hipotensão e hipersecreção tipicamente generalizada: hipersalivação, descarga do nariz, sudorese intensa, lacrimejamento e dificuldade em respirar devido à hipersecreção nos brônquios, bem como vômitos e diarreia que criam desidratação e distúrbios do equilíbrio eletrolítico. (9,10) Sendo indicado o tratamento por Atropina. (11)